# Japon aux Jeux olympiques d'été de 1952
Le Japon participe aux Jeux olympiques d'été de 1952, à Helsinki, en Finlande. Soixante-neuf athlètes japonais, 58 hommes et 11 femmes, s'alignent sur 60 compétitions dans 13 sports. Ils obtiennent  neuf médailles : une d'or, six d'argent et deux de bronze. En dépit d'une moisson de médailles très respectable en Gymnastique, Natation et lutte, les athlètes japonais ne se classent qu'en 17e place au rang des nations. Une seule médaille d'or en effet figure dans leur bilan. 

## Liste des médaillés japonais

### Médailles d'or
| Sport              | Discipline                        |                |
| Médailles d'or : 1 |                                   |                |
| Lutte              | Lutte libre Poids coq, 52 – 57 kg | Shohachi Ishii |

### Médailles d'argent
| Sport                  | Discipline                       |                                                               |
| Médailles d'argent : 6 |                                  |                                                               |
| Gymnastique            | sol (H)                          | Tadao Uesako                                                  |
| Gymnastique            | saut de cheval (H)               | Masao Takemoto                                                |
| Lutte                  | Lutte libre Poids mouche - 52 kg | Yushu Kitano                                                  |
| Natation               | 100 m nage libre                 | Hiroshi Suzuki                                                |
| Natation               | 1 500 m nage libre               | Shiro Hashizume                                               |
| Natation               | Relais 4 × 200 m nage libre      | Hiroshi Suzuki Yoshihiro Hamaguchi Toru Goto Teijiro Tanikawa |

### Médailles de bronze
| Sport                   | Discipline         |              |
| Médailles de bronze : 2 |                    |              |
| Gymnastique             | saut de cheval (H) | Takashi Ono  |
| Gymnastique             | saut de cheval (H) | Tadao Uesako |

## Sources
- (en) Japon aux Jeux olympiques d'été de 1952 sur olympedia.org
- (en) Bilan complet des Jeux olympiques d'été de 1952 sur le site du CIO